# مسابقات والیبال انتخابی المپیک بین قاره‌ای مردان ۲۰۱۹
 مسابقات والیبال انتخابی المپیک بین قاره ای مردان ۲۰۱۹  رقابت هایی برای تیم های ملی والیبال مردان بود که توسط فدراسیون بین‌المللی والیبال برگزار گردید.
۲۴ تیم در این رقابت ها حضور داشتند. و در پایان ۶ تیم به بازی‌های المپیک تابستانی ۲۰۲۰ راه یافتند.
مسابقات انتخابی المپیک بین قاره ای بر خلاف نسخه قبلی آن قبل از مسابقات انتخابی المپیک قاره برگزار شد.

## تیم های حاضر
بیست و چهار تیم از بهترین تیم ها در رده بندی جهانی اف ای وی بی در تاریخ ۱ اکتبر ۲۰۱۸ در این رقابت ها حضور داشتند.(به جز ژاپن که میزبان بازی‌های المپیک تابستانی ۲۰۲۰ است)
|  | انتخاب شده برای انتخابی المپیک بین قاره ای |
|  | انتخاب شده اما انصراف داده                 |
|  | میزبان بازی های المپیک تابستانی ۲۰۲۰       |

| رتبه | تیم                 | جام ۲۰۱۵ | المپیک ۲۰۱۶ | لیگ ۲۰۱۷ | قهرمانی ۲۰۱۸ | مجموع |
| ---- | ------------------- | -------- | ----------- | -------- | ------------ | ----- |
| ۱    | برزیل               | ۸۰       | ۱۰۰         | ۴۵       | ۹۰           | ۳۱۵   |
| ۲    | ایالات متحده آمریکا | ۱۰۰      | ۸۰          | ۴۰       | ۸۰           | ۳۰۰   |
| ۳    | ایتالیا             | ۹۰       | ۹۰          | ۲۴       | ۶۲           | ۲۶۶   |
| ۴    | لهستان              | ۸۰       | ۵۰          | ۳۲       | ۱۰۰          | ۲۶۲   |
| ۵    | روسیه               | ۷۰       | ۷۰          | ۳۸       | ۵۶           | ۲۳۴   |
| ۶    | کانادا              | ۳۰       | ۵۰          | ۴۲       | ۴۵           | ۱۶۷   |
| ۷    | آرژانتین            | ۵۰       | ۵۰          | ۲۸       | ۳۳           | ۱۶۱   |
| ۸    | ایران               | ۲۵       | ۵۰          | ۲۶       | ۳۶           | ۱۳۷   |
| ۹    | فرانسه              | ۰        | ۳۰          | ۵۰       | ۲۰           | ۱۳۰   |
| ۱۰   | صربستان             | ۰        | ۲           | ۳۸       | ۷۰           | ۱۱۰   |
| –    | ژاپن                | ۴۰       | ۲           | ۲۰       | ۳۰           | ۹۲    |
| ۱۱   | بلژیک               | ۰        | ۱           | ۳۴       | ۴۵           | ۸۰    |
| ۱۲   | مصر                 | ۵        | ۳۰          | ۱۰       | ۳۰           | ۷۵    |
| ۱۳   | بلغارستان           | ۰        | ۲           | ۳۰       | ۴۰           | ۷۲    |
| ۱۴   | هلند                | ۰        | ۰           | ۱۸       | ۵۰           | ۶۸    |
| ۱۵   | استرالیا            | ۵        | ۳           | ۱۹       | ۳۶           | ۶۳    |
| ۱۶   | اسلوونی             | ۰        | ۰           | ۲۲       | ۴۰           | ۶۲    |
| ۱۷   | کوبا                | ۰        | ۲۰          | ۰        | ۳۰           | ۵۰    |
| ۱۸   | فنلاند              | ۰        | ۱           | ۱۳       | ۳۳           | ۴۷    |
| ۱۹   | چین                 | ۰        | 2           | ۱۷       | ۲۵           | ۴۴    |
| ۲۰   | مکزیک               | ۰        | ۲۰          | ۶        | ۱۴           | ۴۰    |
| ۲۱   | تونس                | ۵        | ۳           | ۵        | ۲۵           | ۳۸    |
| ۲۲   | کامرون              | ۰        | ۲           | ۰        | ۳۰           | ۳۲    |
| ۲۳   | کرهٔ جنوبی           | ۰        | ۰           | ۱۶       | ۱۲           | ۲۸    |
| ۲۴   | پورتوریکو           | ۰        | ۳           | ۰        | ۲۵           | ۲۸    |

## گروه بندی
| گروه A                  | گروه B                  | گروه C               | گروه D              | گروه E             | گروه F            |
| ----------------------- | ----------------------- | -------------------- | ------------------- | ------------------ | ----------------- |
| برزیل (۱)               | ایالات متحده آمریکا (۲) | ایتالیا (۳) (میزبان) | لهستان (۴) (میزبان) | روسیه (۵) (میزبان) | کانادا (۶)        |
| مصر (۱۳)                | بلژیک (۱۲)              | صربستان (۱۰)         | فرانسه (۹)          | ایران (۸)          | آرژانتین (۷)      |
| بلغارستان (۱۴) (میزبان) | هلند (۱۵) (میزبان)      | استرالیا (۱۶)        | اسلوونی (۱۷)        | کوبا (۱۸)          | فنلاند (۱۹)       |
| پورتوریکو (۲۴)          | کرهٔ جنوبی (۲۴)          | کامرون (۲۳)          | تونس (۲۲)           | مکزیک (۲۱)         | چین (۲۰) (میزبان) |

## ورزشگاه‌ها
| گروه A               | گروه B             | گروه C                  |
| وارنا، بلغارستان     | روتردام، هلند      | باری (ایتالیا)، ایتالیا |
| -------------------- | ------------------ | ----------------------- |
| کاخ فرهنگ و ورزش     | روتردام اهوی       | پالافلوریو              |
| گنجایش: ۶٬۰۰۰        | گنجایش: ۱۵٬۸۱۸     | گنجایش: ۵٬۰۸۰           |
|                      |                    |                         |
| گروه D               | گروه E             | گروه F                  |
| گدانسک–سوپوت، لهستان | سن پترزبورگ، روسیه | نانگبو، چین             |
| ارگو آرنا            | سیبور آرنا         | بیلون جیمناسیوم         |
| گنجایش: ۱۱٬۴۰۹       | گنجایش: ۷٬۱۲۰      | گنجایش: ۸٬۰۰۰           |
|                      |                    |                         |

## روش رتبه‌بندی گروه‌ها
| برای کلیه مسابقات مقدماتی به جز مسابقات انتخابی آمریکای شمالی 1. تعداد کل پیروزی‌ها (مسابقات برنده شده، مسابقات از دست رفته) 2. در صورت تساوی در تعداد پیروزی‌ها و برابر بودن در تعداد برد و باخت، اولویت برای تعیین رتبه بر اساس امتیازات بود و امتیازات به ترتیب زیر اعمال می‌شد: 3. * مسابقه ۳-۰ یا ۳-۱: ۳ امتیاز برای برنده، ۰ امتیاز برای بازنده 4. * مسابقه ۳-۲: ۲ امتیاز برای برنده، ۱ امتیاز برای بازنده 5. * مسابقه نیمه تمام و برگزار نشده (به علت انصراف و کناره‌گیری یک تیم): ۳ امتیاز برای برنده، ۰ امتیاز برای بازنده (تیم انصراف دهنده) و نتیجۀ مسابقه (۲۵-۰، ۲۵-۰، ۲۵-۰) به سود تیم برنده 6. اگر تیم‌ها پس از بررسی تعداد پیروزی‌ها و امتیازهای بدست آمده هنوز هم برابر بودند، FIVB (فدراسیون بین المللی والیبال) نتایج را به منظور از بین بردن تساوی و رتبه‌بندی به صورت زیر اعمال می‌کرد: 7. * میانگین ست‌ها: اگر دو یا چند تیم بر اساس تعداد امتیازات کسب شده در مسابقات برابر بودند، این تیم‌ها با توجه به میانگین کل تعداد ست‌های برنده شده و تعداد ست‌های از دست رفته، رتبه‌بندی می‌شدند. 8. * میانگین امتیازات: اگر همچنان تساوی بین تیم‌ها با در نظر گرفتن میانگین ست‌ها ادامه میافت، تیم‌ها بر اساس میانگین کل تعداد امتیازات برنده شده و تعداد امتیازات از دست رفته، رتبه‌بندی می‌شدند. 9. * اگر همچنان تساوی بین دو تیم در میانگین امتیازات ادامه میافت، این تساوی با در نظر گرفتن نتیجۀ مسابقۀ رودرروی بین این دو تیم از بین می‌رفت. وقتی تساوی در میانگین امتیازات بین سه یا چند تیم اتفاق افتاده بود، این تیم‌ها فقط با در نظر گرفتن مسابقات رودررو با تیم‌های دیگری که در جدول برابر هستند، رتبه‌بندی می‌شدند. به طور مثال اگر در یک جدول چهار تیمی، سه تیم در تعداد برد و باخت و میانگین نسبت برد و باخت و میانگین امتیازات برابر بودند، فقط نتایج به دست آمده‌ی این سه تیم در مقابل یکدیگر محاسبه می‌شد و نتایج این سه تیم در مقابل تیم چهارم در رتبه‌بندی نهایی منظور نمی‌شد. | فقط برای مسابقات انتخابی آمریکای شمالی 1. تعداد کل پیروزی‌ها (مسابقات برنده شده، مسابقات از دست رفته) 2. در صورت تساوی در پیروزی‌ها و برابر بودن در تعداد برد و باخت، اولویت برای تعیین رتبه بر اساس امتیازات خواهد بود و امتیازات به ترتیب زیر اعمال می‌شود: 3. * مسابقه ۳-۰: ۵ امتیاز برای برنده، ۰ امتیاز برای بازنده 4. * مسابقه ۳-۱: ۴ امتیاز برای برنده، ۱ امتیاز برای بازنده 5. * مسابقه ۳-۲: ۳ امتیاز برای برنده، ۲ امتیاز برای بازنده 6. * مسابقه نیمه تمام و برگزار نشده (به علت کناره‌گیری و انصراف یک تیم): ۵ امتیاز برای برنده، ۰ امتیاز برای بازنده (تیم انصراف دهنده) و نتیجۀ مسابقه (۲۵-۰، ۲۵-۰، ۲۵-۰) به سود تیم برنده 7. اگر تیم‌ها پس از بررسی تعداد پیروزی‌ها و امتیازهای بدست آمده هنوز هم برابر باشند، NORCECA (کنفدراسیون والیبال آمریکای شمالی) نتایج را به منظور از بین بردن تساوی و رتبه‌بندی به صورت زیر اعمال می‌کند: 8. * میانگین ست‌ها: اگر دو یا چند تیم بر اساس تعداد امتیازات کسب شده در مسابقات برابر باشند، این تیم‌ها با توجه به میانگین کل تعداد ست‌های برنده شده و تعداد ست‌های از دست رفته، رتبه‌بندی می‌شوند. 9. * میانگین امتیازات: اگر همچنان تساوی بین تیم‌ها با در نظر گرفتن میانگین ست‌ها ادامه یابد، تیم‌ها بر اساس میانگین کل تعداد امتیازات برنده شده و تعداد امتیازات از دست رفته، رتبه‌بندی می‌شوند. 10. * اگر همچنان تساوی بین دو تیم در میانگین امتیازات ادامه یابد، این تساوی با در نظر گرفتن نتیجۀ مسابقۀ رودرروی بین این دو تیم از بین خواهد رفت. وقتی تساوی در میانگین امتیازات بین سه یا چند تیم اتفاق افتاده باشد، این تیم‌ها فقط با در نظر گرفتن مسابقات رودررو با تیم‌های دیگری که در جدول برابر هستند، رتبه‌بندی می‌شوند. به طور مثال اگر در یک جدول چهار تیمی، سه تیم در تعداد برد و باخت و میانگین نسبت برد و باخت و میانگین امتیازات برابر باشند، فقط نتایج به دست آمده‌ی این سه تیم در مقابل یکدیگر محاسبه می‌شود و نتایج این سه تیم در مقابل تیم چهارم در رتبه‌بندی نهایی منظور نخواهد شد. |  |

## نتایج مرحله گروهی انتخابی المپیک

### گروه A
|  | راه یافته به بازی‌های المپیک تابستانی ۲۰۲۰ |

- میزبان:  وارنا, بلغارستان
- تاریخ: ۹–۱۱ اوت ۲۰۱۹
- تمام زمان ها بر اساس ساعت تابستانی اروپای شرقی است. (یوتی‌سی ۳:۰۰+).

|      |               | بازی | بازی | امتیاز | ست  | ست   | ست    | امتیاز | امتیاز | امتیاز |
| رتبه | تیم           | برد  | باخت | امتیاز | برد | باخت | نسبت  | برد    | باخت   | نسبت   |
| ---- | ------------- | ---- | ---- | ------ | --- | ---- | ----- | ------ | ------ | ------ |
| ۱    | برزیل         | ۳    | ۰    | ۸      | ۹   | ۲    | ۴٫۵۰۰ | ۲۶۴    | ۲۱۳    | ۱٫۲۳۹  |
| ۲    | بلغارستان (م) | ۲    | ۱    | ۷      | ۸   | ۴    | ۲٫۰۰۰ | ۲۸۴    | ۲۵۴    | ۱٫۱۱۸  |
| ۳    | مصر           | ۱    | ۲    | ۳      | ۴   | ۶    | ۰٫۶۶۷ | ۲۱۲    | ۲۴۰    | ۰٫۸۸۳  |
| ۴    | پورتوریکو     | ۰    | ۳    | ۰      | ۰   | ۹    | ۰٫۰۰۰ | ۱۷۸    | ۲۳۱    | ۰٫۷۷۱  |

| تاریخ  | ساعت  |           | امتیاز |           | ست ۱  | ست ۲  | ست ۳  | ست ۴  | ست ۵  | مجموع   | گزارش     |
| ------ | ----- | --------- | ------ | --------- | ----- | ----- | ----- | ----- | ----- | ------- | --------- |
| ۹ اوت  | ۱۷:۰۰ | برزیل     | ۳–۰    | پورتوریکو | ۲۵–۲۳ | ۲۵–۱۹ | ۲۵–۱۹ |       |       | ۷۵–۶۱   | P2 Report |
| ۹ اوت  | ۲۰:۳۰ | مصر       | ۱–۳    | بلغارستان | ۱۱–۲۵ | ۳۱–۳۳ | ۲۵–۱۹ | ۱۹–۲۵ |       | ۸۶–۱۰۲  |           |
| ۱۰ اوت | ۱۷:۰۰ | برزیل     | ۳–۰    | مصر       | ۲۵–۱۲ | ۲۵–۱۹ | ۲۵–۱۴ |       |       | ۷۵–۴۵   | P2 Report |
| ۱۰ اوت | ۲۰:۳۰ | پورتوریکو | ۰–۳    | بلغارستان | ۲۰–۲۵ | ۲۲–۲۵ | ۱۲–۲۵ |       |       | ۵۴–۷۵   | P2 Report |
| ۱۱ اوت | ۱۷:۰۰ | مصر       | ۳–۰    | پورتوریکو | ۲۵–۱۷ | ۳۱–۲۹ | ۲۵–۱۷ |       |       | ۸۱–۶۳   |           |
| ۱۱ Aug | ۲۰:۳۰ | بلغارستان | ۲–۳    | برزیل     | ۲۵–۲۳ | ۲۵–۱۹ | ۳۰–۳۲ | ۱۶–۲۵ | ۱۱–۱۵ | ۱۰۷–۱۱۴ |           |

### گروه B
|  | راه یافته به بازی‌های المپیک تابستانی ۲۰۲۰ |

- میزبان:  روتردام, هلند
- تاریخ: ۹–۱۱ اوت ۲۰۱۹
- تمام زمان ها بر اساس ساعت تابستانی اروپای مرکزی است. (یوتی‌سی ۲:۰۰+).

|      |                     | بازی | بازی | امتیاز | ست  | ست   | ست    | امتیاز | امتیاز | امتیاز |
| رتبه | تیم                 | برد  | باخت | امتیاز | برد | باخت | نسبت  | برد    | باخت   | نسبت   |
| ---- | ------------------- | ---- | ---- | ------ | --- | ---- | ----- | ------ | ------ | ------ |
| ۱    | ایالات متحده آمریکا | ۳    | ۰    | ۹      | ۹   | ۲    | ۴٫۵۰۰ | ۲۵۹    | ۲۲۳    | ۱٫۱۶۱  |
| ۲    | هلند (م)            | ۲    | ۱    | ۵      | ۷   | ۵    | ۱٫۴۰۰ | ۲۷۳    | ۲۶۳    | ۱٫۰۳۸  |
| ۳    | بلژیک               | ۱    | ۲    | ۳      | ۴   | ۶    | ۰٫۶۶۷ | ۲۲۳    | ۲۳۷    | ۰٫۹۴۱  |
| ۴    | کرهٔ جنوبی           | ۰    | ۳    | ۱      | ۲   | ۹    | ۰٫۲۲۲ | ۲۳۵    | ۲۶۷    | ۰٫۸۸۰  |

| تاریخ  | ساعت  |                     | امتیاز |                     | ست ۱  | ست ۲  | ست ۳  | ست ۴  | ست ۵  | مجموع   | گزارش     |
| ------ | ----- | ------------------- | ------ | ------------------- | ----- | ----- | ----- | ----- | ----- | ------- | --------- |
| ۹ اوت  | ۱۶:۰۰ | هلند                | ۳–۲    | کرهٔ جنوبی           | ۲۳–۲۵ | ۲۵–۲۷ | ۲۶–۲۴ | ۲۵–۲۰ | ۱۵–۱۲ | ۱۱۴–۱۰۸ | P2 Report |
| ۹ اوت  | ۱۹:۰۰ | بلژیک               | ۱–۳    | ایالات متحده آمریکا | ۲۰–۲۵ | ۱۹–۲۵ | ۲۵–۱۷ | ۱۸–۲۵ |       | ۸۲–۹۲   | P2 Report |
| ۱۰ اوت | ۱۶:۰۰ | بلژیک               | ۰–۳    | هلند                | ۲۲–۲۵ | ۲۱–۲۵ | ۲۰–۲۵ |       |       | ۶۳–۷۵   |           |
| ۱۰ اوت | ۱۹:۰۰ | ایالات متحده آمریکا | ۳–۰    | کرهٔ جنوبی           | ۲۵–۲۰ | ۲۵–۲۱ | ۲۵–۱۶ |       |       | ۷۵–۵۷   |           |
| ۱۱ اوت | ۱۶:۰۰ | هلند                | ۱–۳    | ایالات متحده آمریکا | ۱۸–۲۵ | ۲۰–۲۵ | ۲۵–۱۷ | ۲۱–۲۵ |       | ۸۴–۹۲   |           |
| ۱۱ اوت | ۱۹:۰۰ | کرهٔ جنوبی           | ۰–۳    | بلژیک               | ۲۵–۲۷ | ۲۱–۲۵ | ۲۴–۲۶ |       |       | ۷۰–۷۸   |           |

### گروه C
|  | راه یافته به بازی‌های المپیک تابستانی ۲۰۲۰ |

- میزبان:  باری, ایتالیا
- تاریخ: ۹–۱۱ اوت ۲۰۱۹
- تمام زمان ها بر اساس ساعت تابستانی اروپای مرکزی است. (یوتی‌سی ۲:۰۰+).

|      |             | بازی | بازی | امتیاز | ست  | ست   | ست    | امتیاز | امتیاز | امتیاز |
| رتبه | تیم         | برد  | باخت | امتیاز | برد | باخت | نسبت  | برد    | باخت   | نسبت   |
| ---- | ----------- | ---- | ---- | ------ | --- | ---- | ----- | ------ | ------ | ------ |
| ۱    | ایتالیا (م) | ۳    | ۰    | ۸      | ۹   | ۲    | ۴٫۵۰۰ | ۲۶۰    | ۲۰۶    | ۱٫۲۶۲  |
| ۲    | صربستان     | ۲    | ۱    | ۶      | ۶   | ۴    | ۱٫۵۰۰ | ۲۳۷    | ۲۲۵    | ۱٫۰۵۳  |
| ۳    | استرالیا    | ۱    | ۲    | ۴      | ۶   | ۶    | ۱٫۰۰۰ | ۲۷۱    | ۲۶۹    | ۱٫۰۰۷  |
| ۴    | کامرون      | ۰    | ۳    | ۰      | ۰   | ۹    | ۰٫۰۰۰ | ۱۵۷    | ۲۲۵    | ۰٫۶۹۸  |

| تاریخ  | ساعت  |          | امتیاز |          | ست ۱  | ست ۲  | ست ۳  | ست ۴  | ست ۵  | مجموع   | گزارش     |
| ------ | ----- | -------- | ------ | -------- | ----- | ----- | ----- | ----- | ----- | ------- | --------- |
| ۹ اوت  | ۱۸:۰۰ | استرالیا | ۱–۳    | صربستان  | ۲۸–۲۶ | ۱۹–۲۵ | ۱۹–۲۵ | ۳۰–۳۲ |       | ۹۶–۱۰۸  | P2 Report |
| ۹ اوت  | ۲۱:۰۰ | ایتالیا  | ۳–۰    | کامرون   | ۲۵–۱۸ | ۲۵–۱۸ | ۲۵–۱۶ |       |       | ۷۵–۵۲   | P2 Report |
| ۱۰ اوت | ۱۸:۰۰ | صربستان  | ۳–۰    | کامرون   | ۲۵–۲۲ | ۲۵–۱۹ | ۲۵–۱۳ |       |       | ۷۵–۵۴   | P2 Report |
| ۱۰ اوت | ۲۱:۱۵ | استرالیا | ۲–۳    | ایتالیا  | ۲۵–۲۱ | ۱۹–۲۵ | ۲۶–۲۴ | ۱۷–۲۵ | ۱۳–۱۵ | ۱۰۰–۱۱۰ | P2 Report |
| ۱۱ اوت | ۱۸:۰۰ | کامرون   | ۰–۳    | استرالیا | ۱۷–۲۵ | ۱۶–۲۵ | ۱۸–۲۵ |       |       | ۵۱–۷۵   |           |
| ۱۱ اوت | ۲۱:۱۵ | صربستان  | ۰–۳    | ایتالیا  | ۱۶–۲۵ | ۱۹–۲۵ | ۱۹–۲۵ |       |       | ۵۴–۷۵   |           |

### گروه D
|  | راه یافته به بازی‌های المپیک تابستانی ۲۰۲۰ |

- میزبان:  گدانسک / سوپوت, لهستان
- تاریخ: ۹–۱۱ اوت ۲۰۱۹
- تمام زمان ها بر اساس ساعت تابستانی اروپای مرکزی است. (یوتی‌سی ۲:۰۰+).

|      |            | بازی | بازی | امتیاز | ست  | ست   | ست    | امتیاز | امتیاز | امتیاز |
| رتبه | تیم        | برد  | باخت | امتیاز | برد | باخت | نسبت  | برد    | باخت   | نسبت   |
| ---- | ---------- | ---- | ---- | ------ | --- | ---- | ----- | ------ | ------ | ------ |
| ۱    | لهستان (م) | ۳    | ۰    | ۹      | ۹   | ۱    | ۹٫۰۰۰ | ۲۴۶    | ۲۰۵    | ۱٫۲۰۰  |
| ۲    | فرانسه     | ۲    | ۱    | ۶      | ۶   | ۴    | ۱٫۵۰۰ | ۲۳۱    | ۲۲۹    | ۱٫۰۰۹  |
| ۳    | اسلوونی    | ۱    | ۲    | ۳      | ۴   | ۶    | ۰٫۶۶۷ | ۲۳۵    | ۲۳۵    | ۱٫۰۰۰  |
| ۴    | تونس       | ۰    | ۳    | ۰      | ۱   | ۹    | ۰٫۱۱۱ | ۲۰۳    | ۲۴۶    | ۰٫۸۲۵  |

| تاریخ  | ساعت  |         | امتیاز |         | ست ۱  | ست ۲  | ست ۳  | ست ۴  | ست ۵ | مجموع | گزارش     |
| ------ | ----- | ------- | ------ | ------- | ----- | ----- | ----- | ----- | ---- | ----- | --------- |
| ۹ اوت  | ۱۷:۰۰ | لهستان  | ۳–۰    | تونس    | ۲۵–۱۵ | ۲۵–۱۹ | ۲۵–۱۹ |       |      | ۷۵–۵۳ | P2 Report |
| ۹ اوت  | ۲۰:۳۰ | فرانسه  | ۳–۰    | اسلوونی | ۲۶–۲۴ | ۲۵–۲۰ | ۲۵–۲۳ |       |      | ۷۶–۶۷ | P2 Report |
| ۱۰ اوت | ۱۵:۰۰ | لهستان  | ۳–۰    | فرانسه  | ۲۵–۲۱ | ۲۵–۱۹ | ۲۵–۲۰ |       |      | ۷۵–۶۰ |           |
| ۱۰ اوت | ۱۸:۳۰ | اسلوونی | ۳–۰    | تونس    | ۲۵–۲۳ | ۲۵–۱۶ | ۲۶–۲۴ |       |      | ۷۶–۶۳ |           |
| ۱۱ اوت | ۱۲:۰۰ | فرانسه  | ۳–۱    | تونس    | ۲۵–۲۱ | ۲۰–۲۵ | ۲۵–۱۹ | ۲۵–۲۲ |      | ۹۵–۸۷ |           |
| ۱۱ اوت | ۱۵:۰۰ | لهستان  | ۳–۱    | اسلوونی | ۲۱–۲۵ | ۲۵–۲۳ | ۲۵–۲۳ | ۲۵–۲۱ |      | ۹۶–۹۲ |           |

### گروه E
|  | راه یافته به بازی‌های المپیک تابستانی ۲۰۲۰ |

- میزبان:  سن پترزبورگ , روسیه
- تاریخ: ۹–۱۱ اوت ۲۰۱۹
- تمام زمان ها بر اساس زمان مسکو است. (یوتی‌سی ۳:۰۰+).

|      |           | بازی | بازی | امتیاز | ست  | ست   | ست     | امتیاز | امتیاز | امتیاز |
| رتبه | تیم       | برد  | باخت | امتیاز | برد | باخت | نسبت   | برد    | باخت   | نسبت   |
| ---- | --------- | ---- | ---- | ------ | --- | ---- | ------ | ------ | ------ | ------ |
| ۱    | روسیه (م) | ۳    | ۰    | ۹      | ۹   | ۰    | بیشینه | ۲۲۸    | ۱۷۵    | ۱٫۳۰۳  |
| ۲    | ایران     | ۲    | ۱    | ۵      | ۶   | ۵    | ۱٫۲۰۰  | ۲۵۶    | ۲۳۵    | ۱٫۰۸۹  |
| ۳    | کوبا      | ۱    | ۲    | ۴      | ۵   | ۶    | ۰٫۸۳۳  | ۲۳۸    | ۲۵۵    | ۰٫۹۳۳  |
| ۴    | مکزیک     | ۰    | ۳    | ۰      | ۰   | ۹    | ۰٫۰۰۰  | ۱۷۰    | ۲۲۷    | ۰٫۷۴۹  |

| تاریخ  | ساعت  |       | امتیاز |       | ست ۱  | ست ۲  | ست ۳  | ست ۴  | ست ۵  | مجموع  | گزارش |
| ------ | ----- | ----- | ------ | ----- | ----- | ----- | ----- | ----- | ----- | ------ | ----- |
| ۹ اوت  | ۱۶:۰۰ | ایران | ۳–۲    | کوبا  | ۲۳–۲۵ | ۲۶–۲۸ | ۲۵–۱۷ | ۲۵–۱۶ | ۱۵–۱۰ | ۱۱۴–۹۶ |       |
| ۹ اوت  | ۱۹:۰۰ | روسیه | ۳–۰    | مکزیک | ۲۵–۱۵ | ۲۵–۱۱ | ۲۵–۱۷ |       |       | ۷۵–۴۳  |       |
| ۱۰ اوت | ۱۶:۰۰ | ایران | ۳–۰    | مکزیک | ۲۵–۱۸ | ۲۵–۲۱ | ۲۷–۲۵ |       |       | ۷۷–۶۴  |       |
| ۱۰ اوت | ۱۹:۰۰ | روسیه | ۳–۰    | کوبا  | ۲۵–۱۸ | ۲۶–۲۴ | ۲۷–۲۵ |       |       | ۷۸–۶۷  |       |
| ۱۱ اوت | ۱۶:۰۰ | کوبا  | ۳–۰    | مکزیک | ۲۵–۱۸ | ۲۵–۲۳ | ۲۵–۲۲ |       |       | ۷۵–۶۳  |       |
| ۱۱ اوت | ۱۹:۰۰ | روسیه | ۳–۰    | ایران | ۲۵–۱۹ | ۲۵–۲۳ | ۲۵–۲۳ |       |       | ۷۵–۶۵  |       |

### گروه F
|  | راه یافته به بازی‌های المپیک تابستانی ۲۰۲۰ |

- میزبان:  نانگبو , چین
- تاریخ: ۹–۱۱ اوت ۲۰۱۹
- تمام زمان ها بر اساس زمان چین است. (یوتی‌سی ۸:۰۰+).

|      |          | بازی | بازی | امتیاز | ست  | ست   | ست    | امتیاز | امتیاز | امتیاز |
| رتبه | تیم      | برد  | باخت | امتیاز | برد | باخت | نسبت  | برد    | باخت   | نسبت   |
| ---- | -------- | ---- | ---- | ------ | --- | ---- | ----- | ------ | ------ | ------ |
| ۱    | آرژانتین | ۳    | ۰    | ۸      | ۹   | ۴    | ۲٫۲۵۰ | ۲۹۸    | ۲۸۲    | ۱٫۰۵۷  |
| ۲    | کانادا   | ۲    | ۱    | ۵      | ۷   | ۵    | ۱٫۴۰۰ | ۲۸۶    | ۲۶۳    | ۱٫۰۸۷  |
| ۳    | چین      | ۱    | ۲    | ۵      | ۷   | ۷    | ۱٫۰۰۰ | ۳۰۲    | ۳۰۸    | ۰٫۹۸۱  |
| ۴    | فنلاند   | ۰    | ۳    | ۰      | ۲   | ۹    | ۰٫۲۲۲ | ۲۳۶    | ۲۶۹    | ۰٫۸۷۷  |

| تاریخ  | ساعت  |        | امتیاز |          | ست ۱  | ست ۲  | ست ۳  | ست ۴  | ست ۵  | مجموع   | گزارش     |
| ------ | ----- | ------ | ------ | -------- | ----- | ----- | ----- | ----- | ----- | ------- | --------- |
| ۹ اوت  | ۱۵:۰۰ | چین    | ۳–۱    | فنلاند   | ۲۵–۲۲ | ۲۱–۲۵ | ۲۵–۲۲ | ۲۵–۲۳ |       | ۹۶–۹۲   | P2 Report |
| ۹ اوت  | ۱۹:۳۰ | کانادا | ۱–۳    | آرژانتین | ۲۳–۲۵ | ۲۵–۲۲ | ۲۵–۲۷ | ۲۳–۲۵ |       | ۹۶–۹۹   | P2 Report |
| ۱۰ اوت | ۱۵:۰۰ | فنلاند | ۱–۳    | آرژانتین | ۱۷–۲۵ | ۱۸–۲۵ | ۲۵–۲۱ | ۲۴–۲۶ |       | ۸۴–۹۷   |           |
| ۱۰ اوت | ۱۹:۳۰ | چین    | ۲–۳    | کانادا   | ۲۶–۲۴ | ۲۱–۲۵ | ۱۷–۲۵ | ۲۵–۲۳ | ۱۵–۱۷ | ۱۰۴–۱۱۴ |           |
| ۱۱ اوت | ۱۵:۰۰ | کانادا | ۳–۰    | فنلاند   | ۲۵–۱۶ | ۲۶–۲۴ | ۲۵–۲۰ |       |       | ۷۶–۶۰   |           |
| ۱۱ اوت | ۱۹:۳۰ | چین    | ۲–۳    | آرژانتین | ۲۵–۱۹ | ۲۲–۲۵ | ۲۱–۲۵ | ۲۵–۱۸ | ۹–۱۵  | ۱۰۲–۱۰۲ |           |

## تیم های راه یافته به بازی های المپیک تابستانی ۲۰۲۰
| تیم                 | تاریخ راه یابی | نمایش در ۱۴ المپیک تابستانی گذشته |
| ------------------- | -------------- | --------------------------------- |
| آرژانتین            | ۱۱ اوت ۲۰۱۹    | ۱ برنز(۱۹۸۸)                      |
| لهستان              | ۱۱ اوت ۲۰۱۹    | ۱ طلا(۱۹۷۶)                       |
| روسیه               | ۱۱ اوت ۲۰۱۹    | ۴ طلا، ۳ نقره، ۳ برنز             |
| ایالات متحده آمریکا | ۱۱ اوت ۲۰۱۹    | ۳ طلا، ۲ برنز                     |
| برزیل               | ۱۱ اوت ۲۰۱۹    | ۳ طلا، ۳ نقره                     |
| ایتالیا             | ۱۱ اوت ۲۰۱۹    | ۳ نقره، ۳ برنز                    |